# シャーンドル・コチシュ
シャーンドル・コチシュ（ハンガリー語：コチシュ・シャーンドル、Kocsis Sándor、1929年9月21日 - 1979年7月22日）は、ハンガリー出身のサッカー選手。ポジションはフォワードで、主にセンターフォワードを務めた。

## 経歴
177cmと目を引くほどの長身ではなかったがヘディングを得意とし、黄金の頭という異名を取った。1950年代前半にマジック・マジャールと呼ばれたハンガリー代表の中心選手の一人で、1954年に開催された第5回ワールドカップ・スイス大会で11得点を挙げ得点王となった。この時の1試合平均2.20得点（＝5試合で11得点）という記録は2014年の時点で破られていない（第6回ワールドカップ・スウェーデン大会におけるジュスト・フォンテーヌは、6試合で13得点＝1試合平均2.17得点である）。
1956年のハンガリー動乱の影響でスペインに亡命し、以後はチボル・ゾルターンとともにFCバルセロナ（当時はCFバルセロナ）でプレーした。
晩年は胃がんのほか、アテローム性動脈硬化を患い左足を切断した。1979年7月22日に49歳で亡くなったが、誤って病院から転落をしたとも、自ら飛び降りたとも言われている。
1999年、 ワールドサッカー誌の20世紀の偉大なサッカー選手100人で68位に選出された。

## 所属クラブ
- 1945-1950  フェレンツヴァーロシュ/ÉDOSZ
- 1950-1957  ホンヴェード
- 1957-1958  ヤング・フェローズ
- 1958-1965  FC
バルセロナ

## 代表歴
- ハンガリー代表 1948-1956
  - 代表デビュー：1948年6月6日
  - 代表通算：68試合出場 75得点
  - 1954 FIFAワールドカップ出場。

## 個人タイトル
- ワールドカップ得点王：1回（1954 FIFAワールドカップ 11得点）
- 20世紀世界最優秀選手 39位 (国際サッカー歴史統計連盟 1999)